# MA-10細胞
MA-10細胞（以建立者Mario Ascoli首字母命名）是生物医学研究中最常用的间质细胞（Leydig cell）肿瘤细胞系，来源于C57BL/6J近交系小鼠。MA-10細胞特点为需要黄体生成素（LH）刺激来生成类固醇，对研究甾体激素的形成与调控很有帮助